# Ковтун, Алексей Александрович
Алексе́й Алекса́ндрович Ко́втун (укр. Олексій Олександрович Ковтун; род. 5 февраля 1995, Киев) — украинский футболист, защитник клуба «Десна».

## Игровая карьера
Воспитанник киевского «Динамо». В составе киевлян четыре сезона провёл в детско-юношеской футбольной лиге. По итогам чемпионата 2011/12 признавался лучшим защитником турнира U-17. После завершения обучения полсезона играл за киевлян в первом в истории чемпионате Украины среди 19-летних, после чего продолжил карьеру в харьковском «Металлисте». Следующие два года играл в молодёжной команде харьковчан.
В Премьер-лиге дебютировал 1 марта 2015 года в гостевом матче против киевского «Динамо». В этой игре, помимо Ковтуна, футболки первой команды харьковчан впервые надели также Богдан Бойчук, Максим Аверьянов, Егор Чегурко, Сергей Сизый, Дмитрий Антонов и Владимир Барилко. Такой «групповой дебют» игроков харьковской молодёжки стал возможен благодаря бойкоту лидерами «Металлиста» старта весенней части чемпионата Украины из-за невыполнения клубом контрактных обязательств перед ними.
В конце августа 2015 перешёл в «Полтаву», в составе которой дебютировал 30 августа в выездном матче против «Динамо-2», выйдя на замену Дмитрию Шасталу на 46-й минуте встречи.